# Paraipaba
Paraipaba is een gemeente in de Braziliaanse deelstaat Ceará. De gemeente telt 29.892 inwoners (schatting 2009).